# Anjanette Kirkland
Anjanette Kirkland (ur. 24 lutego 1974 w Pineville) – amerykańska lekkoatletka specjalizująca się w krótkich biegach płotkarskich, mistrzyni świata w hali (Lizbona 2001) oraz na stadionie otwartym (Edmonton 2001).

## Sukcesy sportowe
- halowa mistrzyni Stanów Zjednoczonych w biegu na 60 m  ppł – 2001[1]

| Rok  | Miasto   | Zawody                    | Konkurencja       | Wynik       |
| ---- | -------- | ------------------------- | ----------------- | ----------- |
| 2001 | Edmonton | mistrzostwa świata        | bieg na 100 m ppł | złoty medal |
| 2001 | Lizbona  | halowe mistrzostwa świata | bieg na 60 m ppł  | złoty medal |
| 2002 | Paryż    | finał Grand Prix IAAF     | bieg na 100 m ppł | 3. miejsce  |

## Rekordy życiowe
- bieg na 60 m (hala) – 7,60 – Halle 31/01/1999
- bieg na 50 m ppł (hala) – 6,87 – Los Angeles 13/02/1999
- bieg na 55 m ppł (hala) – 7.61 – Indianapolis 08/03/1996
- bieg na 60 m ppł (hala) – 7,85 – Lizbona 09/03/2001
- bieg na 100 m ppł – 12,42 – Edmonton 11/08/2001
- bieg na 400 m ppł – 57,75 – Waco 18/05/1997